# Buncal
Buncal, auch Boncal, war ein indisches Gold- und Silbergewicht in Singapur, auf den Inseln Prince of Wales. Als Handelsgewicht auf Sumatra war er nur ein abhängiges Maß vom Bahār mit 4000 Einheiten und 48 Gramm schwer.

## Gold- und Silbergewicht
- 1 Buncal = 16 Mians/Miams/Meams = 192 Sagas = 45 3/8 Gramm

## Handelsgewicht
- 20 Buncal = 1 Cätti/Kätti = 960,34[1]
- 1 Buncal = 5 Tals = 10 Pagoden = 80 Maß = 320 Copang = 48 Gramm
- 20 Buncal = 1 Cätti
- 4000 Buncal = 1 Bahar = 48 Gramm